# Tolije bahenní
Tolije bahenní (Parnassia palustris) je druh chráněné vlhkomilné rostliny s pětičetnými bělostnými květy. Je jediným druhem rodu tolije rostoucím v České republice.

## Výskyt
Roste převážně v západní, střední, východní a severní Evropě, na jihu Evropy se vyskytuje obvykle jen v chladnějším prostředí horských oblastí. Mimo Evropu je rozšířena v Rusku po celé Sibiři, v oblasti Kavkazu, ve Střední Asii, Mongolsku, na přilehlém severu Číny i v Koreji a dále na severozápadě Afriky v pohoří Atlas. V Severní Americe roste téměř po celých Spojených státech amerických a Kanadě, je domovem i vysoko na severu na Aljašce, Yukonu i v Severozápadních teritoriích. Vyrůstá až výše 2000 m n. m.
Osídluje především vlhčí i chladnější místa, často v podhůří nebo v horách. Vyrůstá na vlhkých loukách, slatinách, rašeliništích, březích rybníků a potoků, poblíž pramenišť, v karech i na vlhkých skalách nad hranici lesa, na půdě kyselé nebo zásadité. V ČR roste sice vzácně, ale rozptýleně na více místech státu.

## Popis

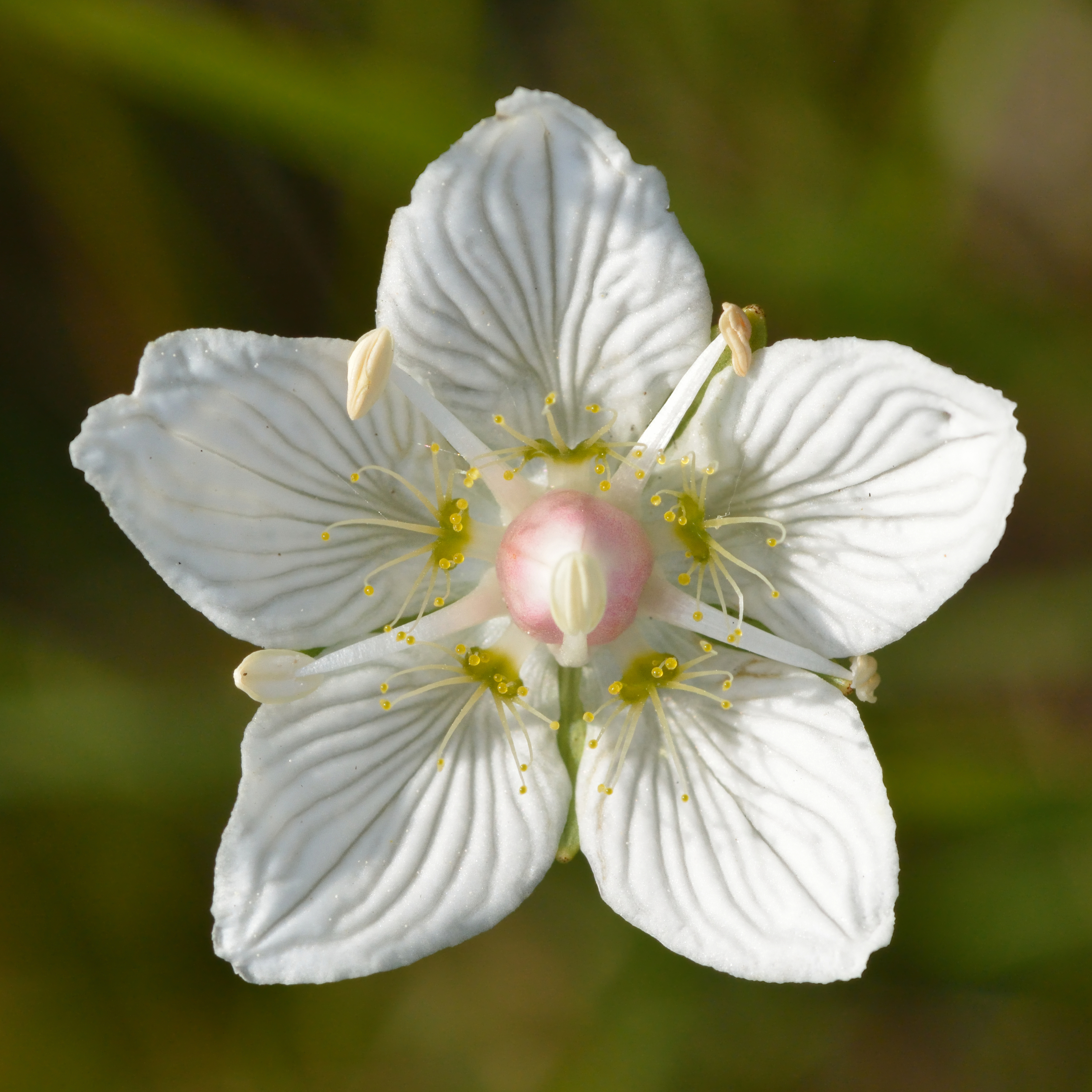
Obzvlášť vybarvený květ

Z krátkého oddenku vyrůstá řídká přízemní růžice listů s řapíky dlouhými až 6 cm. Jejich nesouměrná, celokrajná, zelená listová čepel je často purpurově tečkovaná. Bývá tvaru srdčitého, vejčitého až kosodélníkově okrouhlého, na bázi je zkosená a na vrcholu tupě špičatá. Z oddenku dále vyrůstá ještě několik přímých, čtyřhranných, nevětvených lodyh vysokých 10 až 30 cm. Přibližně uprostřed lodyhy vybíhá přisedlý list (vzácněji dva) který svou srdčitou bázi lodyhu objímá.
Na vrcholu lodyhy vykvétá jediný koncový, pravidelný, oboupohlavný pětičetný květ měřící v průměru 1,5 až 3 cm. Květ se skládá z vytrvalého zeleného kalichu s eliptickými nebo podlouhlými plátky a bílé koruny protkané zřetelnou žilnatinou a někdy fialově tečkované. Uvnitř květu je za každým široce vejčitým korunním plátkem krátká, do 7 až 15 nitkovitých třásní rozeklaná šupinkovitá patyčinka přeměněna v nektarium. Pět pravých tyčinek, s až 5 mm dlouhými nitkami nesoucími elipsoidní prašníky, se střídá s korunními plátky. Svrchní vejčitý semeník, vytvořený ze čtyř plodolistů, má na vrcholu bliznu se 4 laloky. 

## Opylování
Protandrické květy jsou přizpůsobeny k opylení cizím pylem přenášeným hmyzem. Prašníky v květu dozrávají postupně po jednom dnu a vždy se tyčinka s právě zralým pylem ohne přímo nad bliznu. Extorzní prašníky se otvírají na straně ke květním obalům, takže vysypávající se pylová zrna na bliznu nedopadají. Pouze opylovač lezoucí k nektaru se o lepkavý pyl otírá. Navíc blizna dospěje, až se všechny prašníky vyprázdní; tak je znemožněno samoopylení. Kvete v červenci až září, květy voní jen za slunného počasí.
Plody jsou vejčité jednopouzdré tobolky dlouhé asi 1 cm. Čtyřmi chlopněmi z nich vypadávají podlouhlá, lesklá semena hnědé barvy.

## Ohrožení
V mnoha evropských zemích vyrůstá tolije bahenní celkem pravidelně a dosud v neztenčeném množství. V České republice pravděpodobně důsledkem meliorací zemědělských půd a změn v obhospodařování půdního fondu došlo k podstatnému úbytku jejích populací. Na mnoha zachovaných tradičních lokalitách se zase rapidně snižují počty kvetoucích jedinců, na jejich podporu někde zavádějí ruční kosení luk. Ve snaze o zachování tohoto druhu byla tolije bahenní v "Černém a červeném seznamu rostlin České republiky" z roku 2000 zařazena mezi druhy silně ohrožené a ve vyhlášce MŽP ČR č. 395/1992 Sb. mezi druhy ohrožené.

## Taxonomie

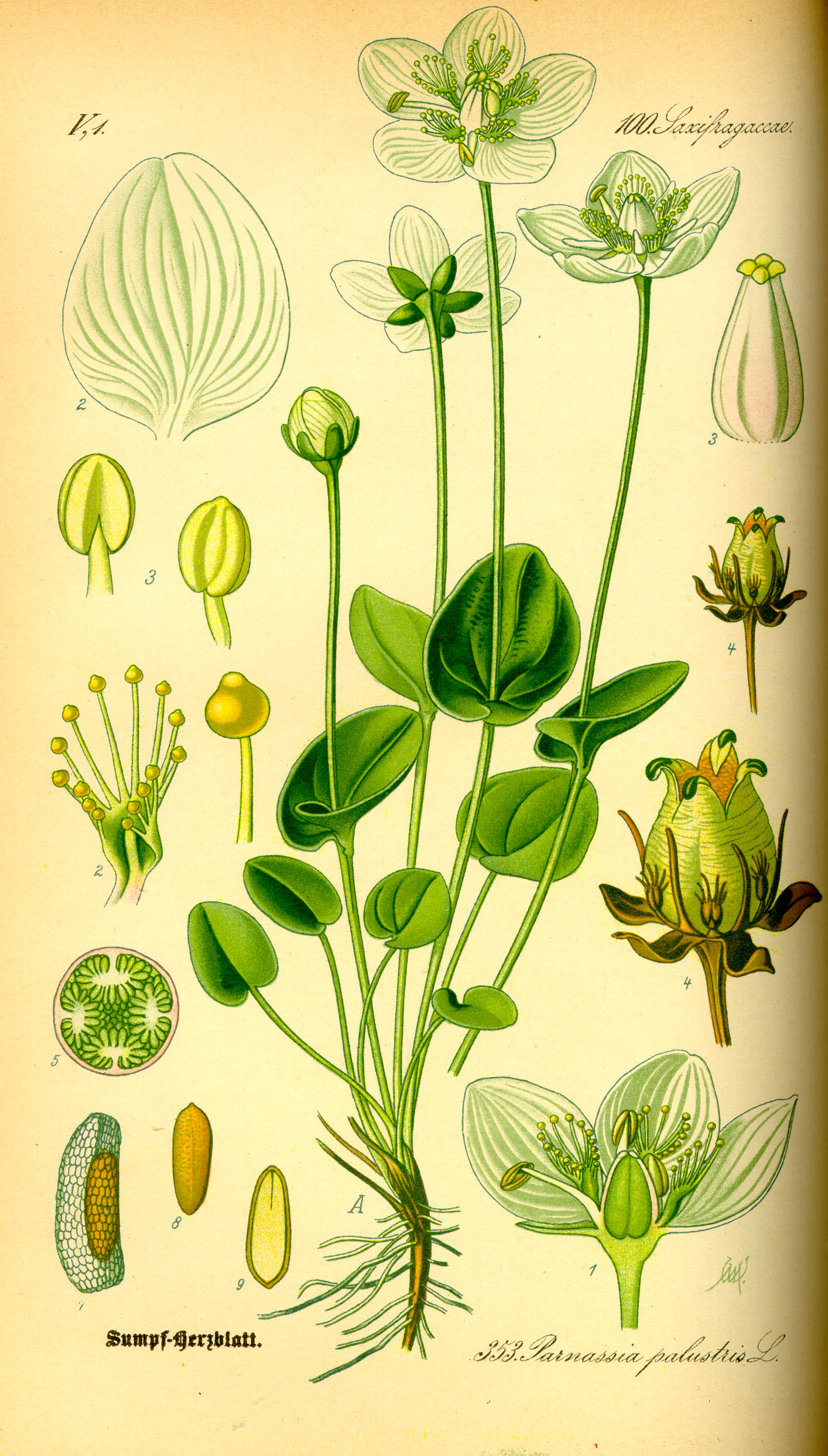
Tolije bahenní

V České republice a ve většině Evropy se vyskytuje pouze nominální poddruh Parnassia palustris L. subsp. palustris, v subarktických a arktických oblastech byl nalezen i další poddruh Parnassia palustris L. subsp. obtusifolia (Rupr.) D. A. Webb.